# Dissanthelium rauhii
Dissanthelium rauhii är en gräsart som beskrevs av Jason Richard Swallen och Oscar Tovar. Dissanthelium rauhii ingår i släktet Dissanthelium och familjen gräs.
Artens utbredningsområde är Peru. Inga underarter finns listade i Catalogue of Life.